# Le Parfait Tueur
Pour plus de détails, voir Fiche technique et Distribution.
Le Parfait Tueur, également connu sous les titres anglais Perfect Killer ou Bye, Bye Darling (titre original : Quel pomeriggio maledetto), est un poliziottesco italo-espagnol réalisé par Mario Siciliano et sorti en 1977.

## Synopsis
Tout juste libéré de prison, Harry Chapman, un tueur à gages, reprend le métier. Mais lors d'un contrat, il devient la cible d'un autre tueur engagé par des opposants à ses employeurs. Chapman fait alors tout pour sauver sa peau...

## Fiche technique
- Titres français : Le Parfait Tueur ou Perfect Killer ou Le Tueur ou Profession tueur ou Bye, Bye Darling[1]
- Titre original italien : Quel pomeriggio maledetto
- Titre espagnol : Objetivo: matar
- Réalisation : Mario Siciliano (sous le pseudonyme de « Marlon Sirko »)
- Scénario : Santiago Moncada et Marta Siciliano
- Directeur de la photographie : Alejandro Ulloa
- Montage : Otello Colangeli
- Musique : Stelvio Cipriani
- Production : Julio Pérez Tavernero
- Genre : poliziottesco
- Pays de production :  Italie,  Espagne
- Durée : 85 minutes (1 h 25)
- Dates de sortie :
  - Italie : 30 novembre 1977
  - Espagne : 5 mai 1978
  - France : 21 mai 1980

## Distribution
- Lee Van Cleef (VF : Marc de Georgi) : Harry Chapman
- Carmen Cervera (sous le pseudonyme de Tita Barker) (VF : Perrette Pradier) : Krista
- John Ireland (VF : Jean Violette) : Benny
- Alberto Dell'Acqua (sous le pseudonyme de Robert Widmark) : Luc
- Karin Well : Lise
- Fernando Sancho (VF : Jacques Berthier) : le trafiquant d'armes
- Aldo Bufi Landi : Jack
- Diana Polakov (VF : Janine Forney) : Liv, le mannequin
- Paolo de Manincor : Mandy, le patron de Harry
- Fabián López Tapia (VF : Georges Berthomieu) : Kurt Fröhlich
- Jean-Pierre Clarain (VF : Maurice Sarfati) : Max, le codétenu de Chapman
- Franco Caracciolo (VF : René Bériard) : le travesti de la boîte de nuit